# Sansan
Sansan là một xã thuộc tỉnh Gers trong vùng Occitanie miền nam nước Pháp.

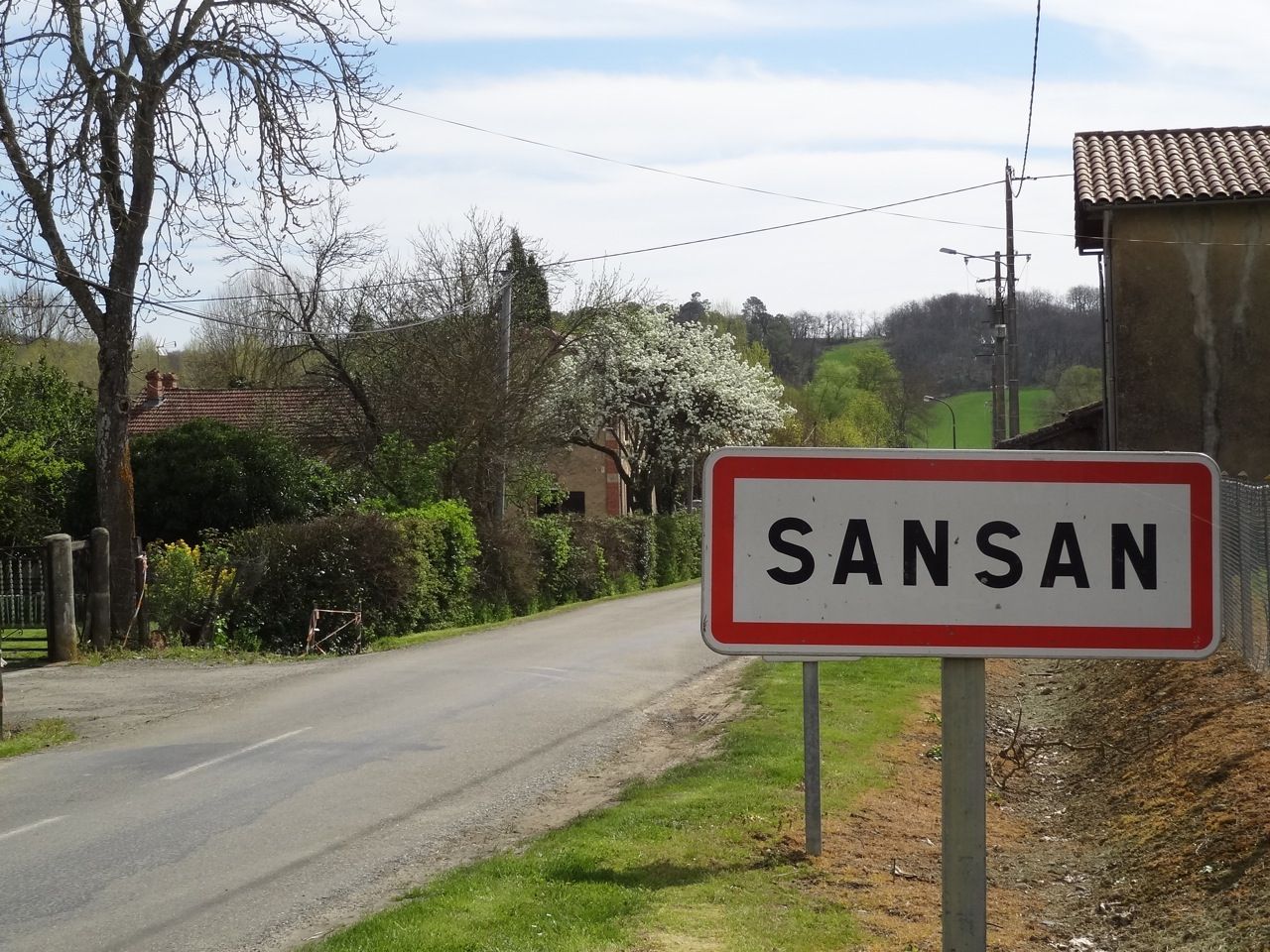
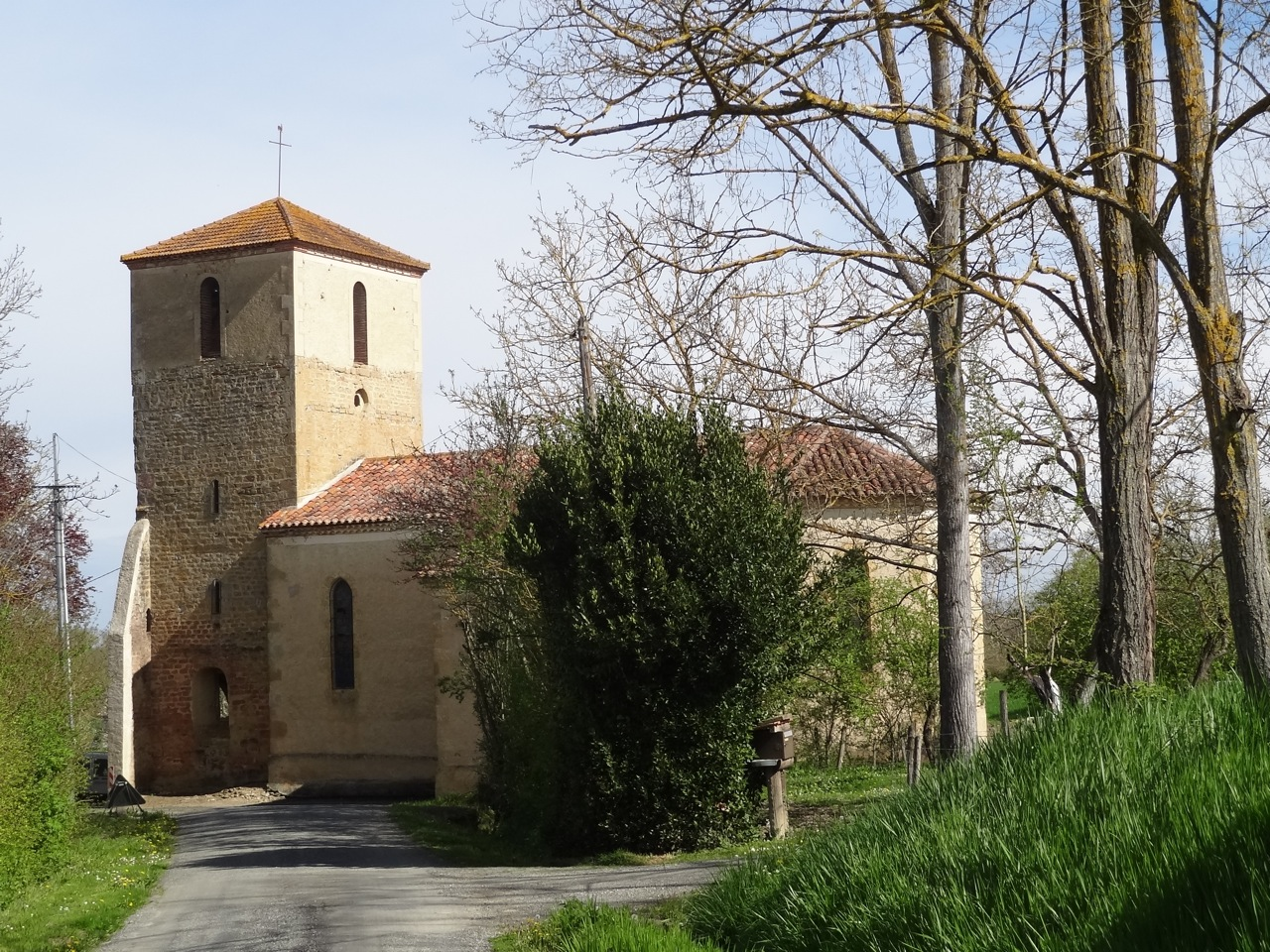